# ヤマロ・ネネツ自治管区の行政区画
ヤマロ・ネネツ自治管区の行政区画（ヤマロ・ネネツじちかんくのぎょうせいくかく）では、ロシア連邦、ヤマロ・ネネツ自治管区の行政区画について記述する。
ヤマロ・ネネツ自治管区は2011年現在、7つの地区、8つの町、5つの都市型集落、41の村（selsovet）からなる。

## 行政区画
- 町 (自治管区の管轄下):

ロシア連邦国内におけるヤマロ・ネネツ自治管区の位置

  - サレハルド (Салехард)  (行政の中心地)
  - グブキンスキー (Губкинский)
  - ラビトナンギ (Лабытнанги)
    - 都市型集落 (ラビトナンギの管轄下)
      - ハルプ (Харп)

  - ムラヴレンコ (Муравленко)
  - ナディム (Надым)
  - ノヴィ・ウレンゴイ (Новый Уренгой)
  - ノヤブリスク (Ноябрьск)
    - ノヤブリスクの管轄下に1つの村（selsovet）
- 地区(ラヨン)
  - クラスノセリクプ地区 (Красноселькупский)
    - 地区の管轄下に3つの村（selsovet）

  - ナディム地区 (Надымский)
    - 都市型集落 (地区の管轄下)
      - パンゴディ (Пангоды)
      - ザパリャルニー (Заполярный)

    - その他、地区の管轄下に8つの村（selsovet）

  - プリウラル地区 (Приуральский)
    - 地区の管轄下に6つの村（selsovet）

  - プロフスク地区 (Пуровский)
    - 町 (地区の管轄下)
      - タルカ＝サレ (Тарко-Сале)

    - 都市型集落 (地区の管轄下)
      - ウレンゴイ (Уренгой)

    - その他、地区の管轄下に5つの村（selsovet）

  - シュリシュカリ地区 (Шурышкарский)
    - 地区の管轄下に8つの村（selsovet）

  - タス地区 (Тазовский)
    - 都市型集落 (地区の管轄下)
      - タゾフスキー (Тазовский)

    - その他、地区の管轄下に4つの村（selsovet）

  - ヤマル地区 (Ямальский)
    - 地区の管轄下に6つの村（selsovet）